# Valentín Carboni
Valentín Carboni (Buenos Aires, 2005. március 5. –) argentin labdarúgó, középpályás, jelenleg az Inter játékosa, a kölcsön a Monza csapatában szerepel.

## Pályafutása

### Klubcsapatokban
Carboni az argentin Lanús, valamint az olasz Catania és Internazionale Milano akadémiáján nevelkedett, 2022 nyara óta tagja az Internazionale felnőtt keretének. Az Internazionalében 2022. október 1-én debütált egy AS Roma elleni olasz élvonalbeli mérkőzésen.

### Válogatott
Többszörös olasz és argentin utánpótlás-válogatott; tagja volt a 2023-as U20-as labdarúgó-világbajnokságon szerepelt argentin csapatnak.

## Sikerei, díjai
- Internazionale
  - Olasz szuperkupagyőztes: 2022